# Ceriagrion nipponicum
Ceriagrion nipponicum är en trollsländeart som beskrevs av Syoziro Asahina 1967. Ceriagrion nipponicum ingår i släktet Ceriagrion och familjen dammflicksländor. Inga underarter finns listade i Catalogue of Life.

## Bildgalleri

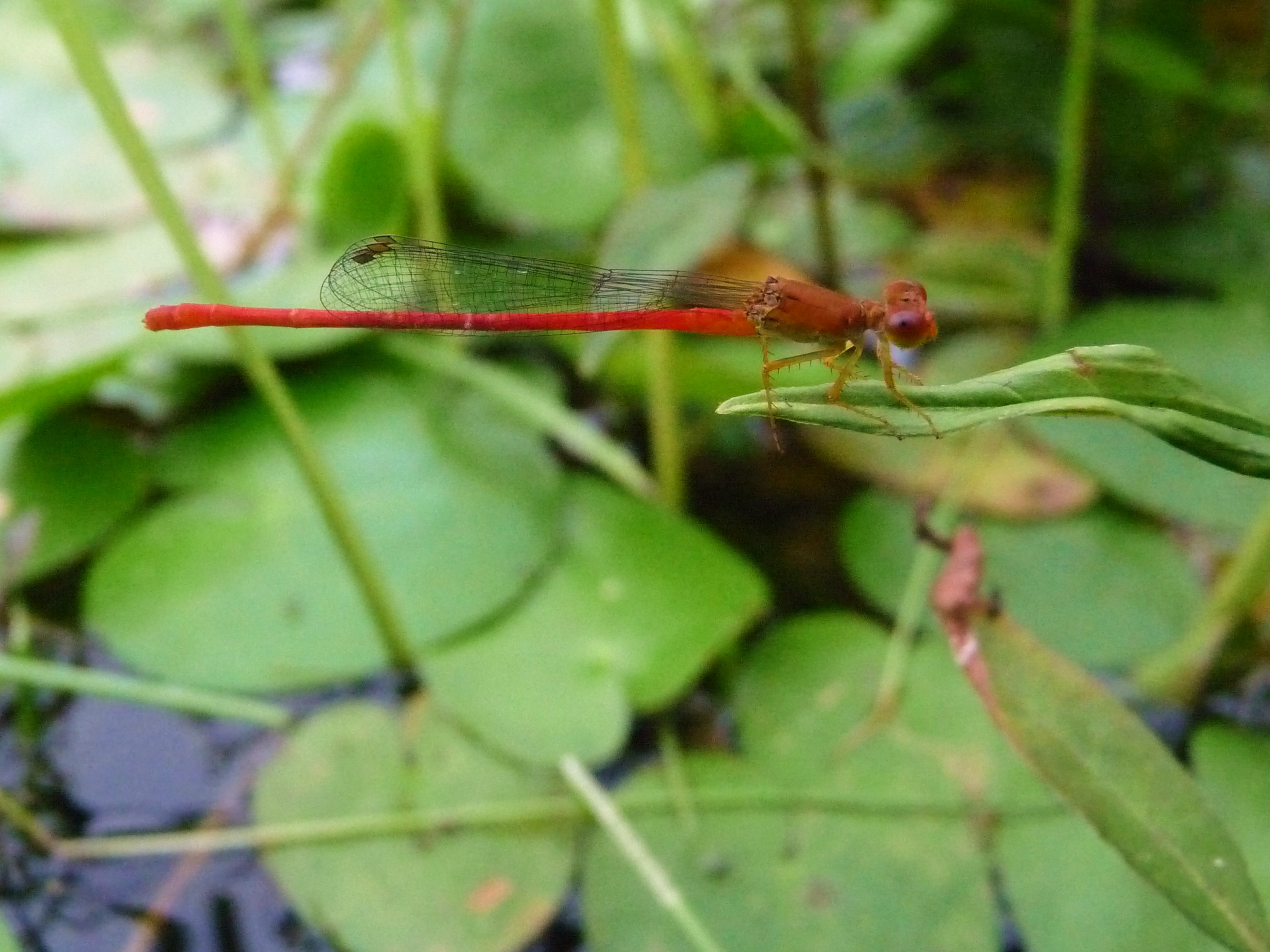